# Abdallah Bey
Abdallah Bey, de son nom Abdallah Khodja Bey ben Smaïl (en arabe: عبد الله خوجة بن إسماعيل باي) est un bey de Constantine qui règne de 1804 (1219 de l'Hégire) jusqu'en 1806.